# 乌兰淖
乌兰淖是一个位于中国内蒙省伊金霍洛旗县的湖泊，面积约为10平方千米。